# Epacris barbata
Epacris barbata är en ljungväxtart som beskrevs av Ronald Melville. Epacris barbata ingår i släktet Epacris och familjen ljungväxter. Inga underarter finns listade i Catalogue of Life.